# فيرنون بوركي
فيرنون بوركي (بالإنجليزية: Vernon Bourke)‏ هو عالم عقيدة وفيلسوف أمريكي، ولد في 1907، وتوفي في 4 مايو 1998.